# Třída Segura
Třída Segura je třída pobřežních minolovek španělského námořnictva. Plavidla jsou variantou britské třídy Sandown. Jejich hlavním úkolem je zabezpečení přístupů k přístavům, námořním základnám a pobřežních námořních tras. Postaveno bylo celkem šest jednotek této třídy. Ve službě jsou od roku 1999.

## Stavba
Šest minolovek této třídy postavila španělská společnost E.N. Bazán (pozdější IZAR) v loděnici ve Cartageně. Stavba prototypu byla zahájena roku 1995. Do služby byly přijaty v letech 1999-2005.
Jednotky třídy Segura:
| Jméno         | Založení kýlu      | Spuštěna           | Vstup do služby  | Status  |
| ------------- | ------------------ | ------------------ | ---------------- | ------- |
| Segura (M-31) | 3. května 1995     | 25. července 1997  | 27. dubna 1999   | aktivní |
| Sella (M-32)  | 15. července 1996  | 6. července 1998   | 28. května 1999  | aktivní |
| Tambre (M-33) | 22. července 1997  | 5. března 1999     | 18. února 2000   | aktivní |
| Turia (M-34)  | 20. července 1998  | 22. listopadu 1999 | 16. října 2000   | aktivní |
| Duero (M-35)  | 11. listopadu 1999 | 28. dubna 2003     | 5. července 2004 | aktivní |
| Tajo (M-36)   | 27. února 2001     | 10. června 2004    | 10. ledna 2005   | aktivní |

## Konstrukce

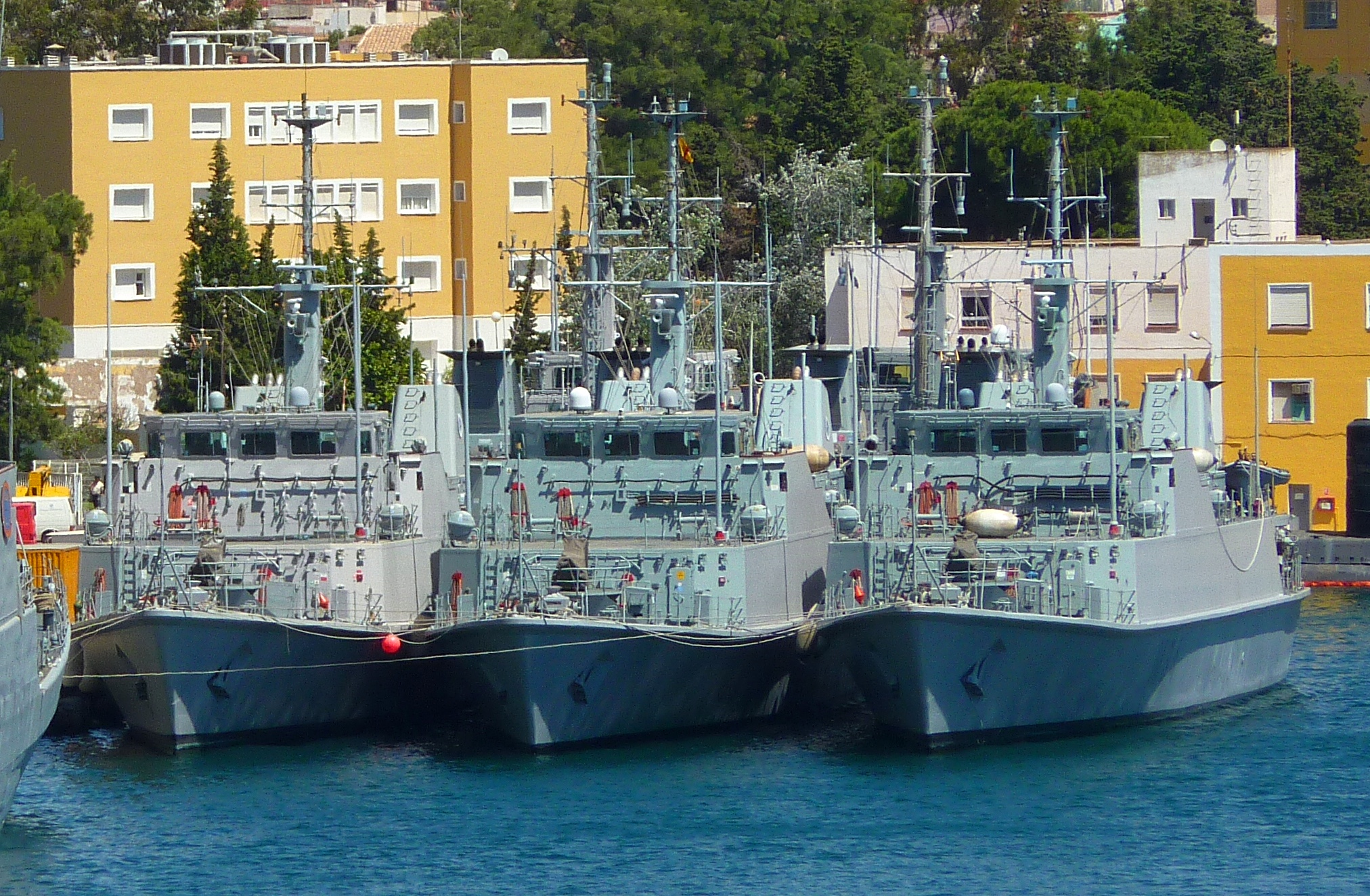
Minolovky třídy Segura

Minolovky dokáží likvidovat miny usazené na dně do hloubky 200 metrů a ukotvené miny do hloubky 300 metrů. Jejich trup je zhotoven ze sklolaminátu a dalších nemagnetických materiálů a je vysoce odolný vůči podmořským výbuchům. K vyhledání a klasifikaci min slouží palubní sonar s měnitelnou hloubkou ponoru typu SQQ-32. K likvidaci min slouží dva dálkově ovládané podvodní vozidly Gayrobot Pluto plus, které jsou později doplněny dálkově ovládanými ponornými prostředky Kongsberg Minesniper. Na zádi je pracovní paluba s uzavřeným hangárem a dvěma jeřáby, sloužícími pro operace dálkově ovládaných prostředků pro likvidaci min a žabích mužů se dvěma čluny RHIB. Potápěči přitom mohou využít i palubní dekompresní komoru. Hlavní výzbroj tvoří 20mm kanón Oerlikon GAM-B01, který slouží také k likvidaci min, plujících po hladině. Pohonný systém tvoří dva diesely Bazan-MTU 6V 396 TB83 s výkonem po 560 kW a tichý elektrický pohon používaný při minolovu. Dva nezávislé lodní šrouby typu Voith-Schneider doplňují dva pomocné manévrovací šrouby v přídi. Nejvyšší rychlost dosahuje 14 uzlů, miny jsou hledány při 7 uzlech.